# Fatma Rochdi
Fatma Rochdi (ou Fatma Rouchdi), née en 1908, morte en 1996, est une actrice égyptienne de théâtre et de cinéma, mais aussi  une productrice de cinéma.

## Biographie
Née le 15 février 1908 à  Alexandrie,,  elle est élevée au Caire au sein d’une famille d’artistes. Deux de ses sœurs deviennent également actrices, et une troisième danseuse. 
Elle commence très jeune à jouer sur les planches des théâtres, en 1921, dans la  troupe  de théâtre lyrique du chanteur et compositeur  Sayed Darwich, comprenant également Naguib el-Rihani.
Elle rencontre et épouse le metteur en scène de théâtre Aziz Ide, et le rejoint au sein de la troupe Ramses, de Youssef Wahbi, dont il est le directeur artistique et dont elle devient la vedette, y remplaçant Rose El Youssef. Puis elle crée une troupe à son nom,, accomplissant aussi des tournées dans le Maghreb. Elle est ensuite partie prenante d'une troupe nationale constituée par le ministère de l'Éducation. Surnommée la « Sarah Bernhardt de l'Orient », elle interprète plus d’une centaine de pièces, dont des adaptations arabes de pièces européennes. 
Pour le cinéma, son premier film comme actrice est Tragédie sur la pyramide en 1928 d'Ibrahim Lama. En 1933, elle est l’héroïne du Mariage, dont elle est également la productrice. D’autres films suivront. Sa popularité devient définitive en 1939 avec El Azima [La volonté] de Kamal Sélim, le premier film réaliste égyptien, sans chant ni danse, tourné dans les rues et ruelles des quartiers populaires du Caire, avec les petits métiers qui y florissaient,. 
Elle enchaîne les tournages cinématographiques dans les années 1940. Riche et célèbre, elle commence dans les  années 1950 à dilapider sa fortune. Elle meurt le 23 janvier 1996, à 87 ans.

## Filmographie
- 1928 : Tragédie sur la pyramide
- 1928 : Tahta Sama Missr [Sous le ciel d’Égypte]
- 1933 : El zowaje [Le mariage]
- 1936 : El Harib,  [L’évadée]
- 1939 : El Azima  [La volonté]
- 1941 : Ila El-Abad  [Pour toujours]
- 1943 : El Aamil  [L’employé]
- 1943 : El Tarik El-Moustakim  [Le bon chemin], avec Youssef Wahbi
- 1945 : Madinat El-Ghajar  [La ville des gitans]
- 1945 : Banat El Rif  [Les filles de la campagne]
- 1946 : Gharam El Chouyoukh [Le désir des vieux]
- 1946 : Madinat El-Fajr [La ville de l’aube]
- 1946 : El-aassifa [Tempête]
- 1948 : El Rif El-Hazine  [L’automne triste]
- 1955 : Daouni Aîche [Laissez-moi]
- 1955 : El Jassd  [Le corps]